# دوغلاس بي. مارشال
دوغلاس بي. مارشال (بالإنجليزية: Douglas B. Marshall)‏ هو مربي ماشية أمريكي، ولد في 21 أكتوبر 1917، وتوفي في 27 سبتمبر 2007.